# 奥林波俱乐部
奥林波俱乐部，一般稱為奧林普或布兰卡港奥林波，为阿根廷布宜诺斯艾利斯省布兰卡港市的一个体育俱乐部。该俱乐部主要有篮球队与足球队。

## 历史
在2000年代，该队堪称作一支升降机球队，多次往返于甲级联赛与乙级联赛。2002–2003赛季末升入甲级联赛，但在2005–2006赛季又降入乙级联赛。2006–2007赛季末，再次升入甲级联赛。2007–2008赛季，再次降入乙级联赛。2009–2010赛季末，该队升入甲级联赛。